# 149952 Susanhamann
149952 Susanhamann este o planetă minoră (asteroid) din centura de asteroizi. A fost descoperită pe 1 octombrie 2005 la Catalina Station⁠(d) de Richard Kowalski⁠(d). 
Obiectul prezintă o orbită caracterizată de o semiaxă mare de 2,3874450949846 UAi, o excentricitate de 0,12225788167044, o înclinație de 7,236405736462 ° în raport cu ecliptica.